# .kaufen
.kaufen是一個互聯網頂級域，建立於2013年。“kaufen”是一個廣泛使用的德語單詞，意爲“購買”，對消費者和網絡商務從業者具有較高的辨識度和吸引力。